# Harsány
Harsány é um município da Hungria, situado no condado de Borsod-Abaúj-Zemplén. Tem 36,53 km² de área e sua população em 2015 foi estimada em 2.016 habitantes.